# 韦恩卡塔普拉
韦恩卡塔普拉（Venkatapura），是印度卡纳塔克邦北卡納達縣县的一个城镇。总人口5968（2001年）。

## 人口
该地2001年总人口5968人，其中男性2892人，女性3076人；0—6岁人口883人，其中男450人，女433人；识字率72.80%，其中男性为76.11%，女性为69.70%。